# Kauhsen
Willi Kauhsen Racing Team – były niemiecki zespół wyścigowy założony przez Williego Kauhsena w 1971 roku. Zespół uczestniczył w takich seriach jak Interserie, Mistrzostwa Świata Samochodów Sportowych czy Formuła 2. W 1979 zespół wziął udział w dwóch Grand Prix Formuły 1, do których się nie zakwalifikował i po których został rozwiązany.

## Historia

### Początki
Założycielem zespołu wyścigowego był niemiecki właściciel firmy transportowej, Willibert "Willi" Kauhsen z Eschweiler. W latach 1963–1974 Willi Kauhsen regularnie uczestniczył w wyścigach samochodowych, odnosząc kilka sukcesów, między innymi mistrzostwo European Touring Car Championship w 1967 roku.
Pod koniec 1971 roku Kauhsen utworzył swój zespół i nazwał go Willi Kauhsen Racing Team. Wtedy też od Jo Sifferta zakupił Porsche 917/10, które w 1972 roku wystawił w Interserie, samemu będąc kierowcą. W 1972 roku Kauhsen zwyciężył w jednych zawodach w tej serii, a sześciokrotnie był drugi. W 1973 roku w Interserie Kauhsen zwyciężył dwa razy, a w 1974 – raz.
Po 1974 roku Alfa Romeo zrezygnowała z uczestnictwa w Mistrzostwach Świata Samochodów Sportowych. Jednakże Kauhsen zaoferował tej firmie, że użyje modelu Alfa Romeo Tipo 33 w tej serii w 1975 roku. W rezultacie otrzymał trzy Alfy Romeo Tipo 33 za darmo i wystawił swój zespół w Mistrzostwach Świata Samochodów Sportowych. Kierowcami w jego zespole byli Jacky Ickx, Arturo Merzario, Derek Bell, Henri Pescarolo i Jacques Laffite. Ze wsparciem finansowym Campari i Redlefsen zespół Willi Kauhsen Racing Team wygrał mistrzostwa tej serii w 1975 roku.

### Formuła 2
W 1976 roku Kauhsen postanowił wystawić zespół w Formule 2. Samochody, napędzane silnikami Hart, były zakupione od firmy March. Kierowcami zespołu Kauhsen byli Niemiec Klaus Ludwig oraz Brazylijczyk Ingo Hoffmann. W klasyfikacji kierowców Ludwig był sklasyfikowany na trzynastym, a Hoffmann na czternastym miejscu.
Po 1976 roku Kauhsen zrezygnował z samochodów March i zakupił samochody Elf-Renault 2J; na jednym z takich samochodów Jean-Pierre Jabouille został mistrzem Formuły 2 w sezonie 1976. Na sezon 1977 Kauhsen zatrzymał w zespole Klausa Ludwiga, natomiast Hoffmanna zastąpił Michelem Leclèrem. Jednakże Hoffmanna w dalszej części sezonu zastępowali José Dolhem, Vittorio Brambilla i Alain Prost. W połowie sezonu Ludwig opuścił zespół.
Samochód okazał się niekonkurencyjny, a modyfikacje dokonywane w trakcie sezonu przynosiły skutki odwrotne do zamierzonych, toteż kierowcy Kauhsena nie zdobyli ani jednego punktu, mimo faktu iż w pierwszym wyścigu sezonu Leclère zdobył pole position.
Po sezonie 1977 Kauhsen wycofał swój zespół z Formuły 2, pragnąć zadebiutować w Formule 1.

### Formuła 1
Ponieważ Willi Kauhsen chciał wprowadzić swój zespół do Formuły 1 już w sezonie 1978, nie miał czasu, by wybudować własny samochód. Z tego powodu był zainteresowany zakupem samochodu Kojima. Samochody Kojima startowały w Formule 1 dwukrotnie. W Grand Prix Japonii 1976 Masahiro Hasemi startujący Kojimą KE007 z dziesiątego pola startowego zajął jedenaste miejsce, natomiast rok później także w Grand Prix Japonii wystartował Noritake Takahara, ale startujący z 19 miejsca Japończyk nie dojechał swoją Kojimą KE009 do mety z powodu kolizji z Hansem Binderem na drugim okrążeniu.
Wiosną 1978 negocjacje z Kojimą stały na bardzo zaawansowanym poziomie, pojawiły się nawet zdjęcia Williego Kauhsena siedzącego w kokpicie Kojimy. Kierowcą miał być Gianfranco Brancatelli, chociaż według niektórych informacji Kauhsena na Fuji International Speedway testował Keke Rosberg. Jednakże negocjacje z Kojimą zostały zerwane. Głównym powodem był brak środków finansowych pozwalających na przetransportowanie sprzętu Kojimy z Japonii do Europy.
Jednakże Kauhsen postanowił wystawić swój zespół w Formule 1 w sezonie 1979. Nie mając jednak własnej infrastruktury, musiał polegać na pomocy z zewnątrz. Zatrudnił w związku z tym profesorów Uniwersytetu Nauk Stosowanych w Akwizgranie: Carla Cramera, Hansa J. Gerhardta i Eduarda Jägera. Zespół został zatrudniony o specjalistę ds. aerodynamiki Klausa Kapitzę, który wcześniej pracował w siedzibie Forda w Kolonii, a także o projektanta, Kurta Chabeka.
W 1978 roku Chabek opracował koncept samochodu Kauhsena w Formule 1, opierający się na Lotusie 78. Jednostką napędzającą samochód był Cosworth DFV w konfiguracji V8. Wprawdzie Willi Kauhsen początkowo chciał użycia silnika Alfa Romeo V12, ale silniki te stosował już Brabham, a Alfa Romeo planowała wystawić własny zespół w Formule 1, toteż Kauhsen zrezygnował z tego pomysłu. Skrzynia biegów produkcji Hewlanda miała 5 biegów, chociaż inne zespoły Formuły 1 korzystały z sześciobiegowych skrzyń biegów Hewland.
Jesienią 1978 roku zespół trzech mechaników wraz z Chabekiem i Kapitzą zdołał wybudować pierwszy prototyp, oznaczony symbolem WK001. Miał on bardzo krótki rozstaw osi i wysuniętym do przodu tylnym spojlerem. W bocznych sekcjach znajdowały się chłodnice. Konstrukcja samochodu uniemożliwiała uzyskanie efektu przypowierzchniowego.
Od listopada 1978 roku samochód był wielokrotnie testowany przez Gianfranco Brancatelliego, Haralda Ertla i Patricka Nève.
W pierwszej połowie roku 1979 zbudowano cztery samochody:
- WK002 i WK003, wyprodukowane w styczniu i lutym 1979 roku, różniły się od WK001 tylko w szczegółach;
- WK004, wyprodukowany w marcu 1979, miał tylny spojler umieszczony konwencjonalnie, za osią tylną, jednakże konstrukcja podwozia (m.in. złe umieszczenie kolektorów wydechowych i zbiorników) nadal uniemożliwiała uzyskanie efektu przypowierzchniowego;
- WK005, wyprodukowany w kwietniu 1979, był wyraźnie dłuższy i miał podwozie umożliwiające uzyskanie efektu przypowierzchniowego[12].

Po okresie testów na początku kwietnia 1979 Kauhsen wziął udział w zawodach Aurora F1. Brancatelli na torze Circuit Zolder zakwalifikował się na ósmym miejscu, ale odpadł z wyścigu na drugim okrążeniu.
Debiut Kauhsena w Formule 1 przypadł na Grand Prix Hiszpanii. Na to Grand Prix przywieziono zarówno model WK004, jak i WK005, ale WK005 miał służyć jako samochód zastępczy. Jednakże te wersje różniły się od prototypów i były ponad 20 cm dłuższe od pierwszej wersji. Wystąpił również problem z oponami, ponieważ Kauhsen nie zapłacił firmie Goodyear całej należności, za co amerykańska firma wysłała niemieckiemu zespołowi stare opony. W dodatku nie dało się odpalić WK004 i Brancatelli był zmuszony wziąć udział w kwalifikacjach na modelu WK005. Zajął w nich ostatnie miejsce, przez co nie zakwalifikował się do wyścigu; Włoch stracił prawie 5 sekund do premiowanej startem w wyścigu 24 pozycji (Jan Lammers). Po Grand Prix Hiszpanii z zespołu odszedł Kurt Chabek.
W Grand Prix Belgii Kauhsen korzystał z modelu WK005. W sesji kwalifikacyjnej pojawiły się problemy ze sprzęgłem. Brancatelli do premiowanego startem w wyścigu miejsca stracił 9 sekund.
Było to ostatnie Grand Prix dla zespołu Kauhsen. Willi Kauhsen określił przygodę z Formułą 1 jako największe rozczarowanie w swoim życiu.

### Po Formule 1
Latem 1979 roku Kauhsen sprzedał samochody i infrastrukturę zespołu Arturo Merzario, który wystawiał własny zespół pod nazwą Merzario. Merzario przemianował samochody na Merzario A4. Merzario użył modelu w 7 Grand Prix, ale ani razu się nie zakwalifikował.
Włoski inżynier Dydo Monguzzi pracujący w firmie Dywa zastosował rozwiązanie tylnego spojlera z Kauhsena WK001 w modelu Dywa 010, który jednak nigdy nie wziął udziału w wyścigu.

## Wyniki w Formule 1
| Legenda oznaczeń w tabelach wyników Wyświetl szablon na nowej stronie | Legenda oznaczeń w tabelach wyników Wyświetl szablon na nowej stronie                                                                     |
| Oznaczenie                                                            | Wyjaśnienie |
| --------------------------------------------------------------------- | --- |
| Złoty                                                                 | Zwycięzca lub mistrzostwo |
| Srebrny                                                               | 2. miejsce lub wicemistrzostwo |
| Brązowy                                                               | 3. miejsce lub II wicemistrzostwo |
| Zielony                                                               | Ukończył, punktował (w klasyfikacji generalnej, gdy zdobył co najmniej jeden punkt na przestrzeni sezonu, poza trzema powyższymi opcjami) |
| Niebieski                                                             | Ukończył, nie punktował (w klasyfikacji generalnej, gdy nie zdobył co najmniej jednego punktu na przestrzeni sezonu)                      |
| Czerwony                                                              | Nie zakwalifikował się (NZ) |
| Czerwony                                                              | Nie prekwalifikował się (NPK) |
| Różowy                                                                | Nie ukończył (NU) |
| Różowy                                                                | Niesklasyfikowany (NS) (w klasyfikacji generalnej, gdy nie został sklasyfikowany w żadnym wyścigu sezonu)                                 |
| Czarny                                                                | Zdyskwalifikowany (DK) |
| Czarny                                                                | Wykluczony (WYK/EX) |
| Biały                                                                 | Nie wystartował (NW) |
| Biały                                                                 | Kontuzjowany (K/INJ) |
| Biały                                                                 | Wyścig odwołany (OD/C) |
| Bez koloru                                                            | Został wycofany (WYC/WD) |
| Bez koloru                                                            | Nie przybył (NP/DNA) |
| Bez koloru                                                            | Nie brał udziału w treningach (NT/DNP) |
| Bez koloru                                                            | Nie został zgłoszony (–) |
| Pogrubienie                                                           | Start z pole position |
| Kursywa                                                               | Najszybsze okrążenie wyścigu |
| †                                                                     | Nie ukończył, ale jego rezultat został zaliczony ze względu na przejechanie więcej niż 90% dystansu wyścigu.                              |
| *                                                                     | Sezon w trakcie |
| 1/2/3                                                                 | Punktowana pozycja w sprincie kwalifikacyjnym                                                                                             |
| Lista systemów punktacji Formuły 1                                    | |

| Rok  | Samochód   | Silnik      | Opony | Kierowcy               | 1   | 2   | 3   | 4   | 5   | 6   | 7   | 8   | 9   | 10  | 11  | 12  | 13  | 14  | 15  | Pkt. | Msc. |
| ---- | ---------- | ----------- | ----- | ---------------------- | --- | --- | --- | --- | --- | --- | --- | --- | --- | --- | --- | --- | --- | --- | --- | ---- | ---- |
| 1979 | Kauhsen WK | Ford DFV V8 | G     |                        | ARG | BRA | RSA | USW | ESP | BEL | MON | FRA | GBR | DEU | AUT | NED | ITA | CAN | USA | 0    | –    |
| 1979 | Kauhsen WK | Ford DFV V8 | G     | Gianfranco Brancatelli |     |     |     |     | NZ  | NZ  |     |     |     |     |     |     |     |     |     | 0    | –    |